# Найсправжнісінька пригода
«Найсправжнісінька пригода» — радянський ляльковий фільм 1990 року студії Укранімафільм, режисер — Валентина Костилєва.

## Сюжет
Про те, як кошеня Тутті заважало бегемотику Топу та цуценятку Рижику вирушити плавати на плоту і яку пригоду їм довелося пережити. П'ятий, заключний мультфільм серії.

## Над фільмом працювали
- Автор сценарію: Жанна Вітензон;
- Кінорежисер: Валентина Костилєва;
- Художник-постановник: Наталя Охотимська;
- Композитор: Олег Ківа (у титрах О. Кива);
- Кінооператор: Олександр Костюченко;
- Звукооператор: Віктор Груздєв;
- Мультиплікатори: Елеонора Лисицька, Жан Таран, Анатолій Трифонов;
- Ляльки та декорації виготовили: Вадим Гахун, Анатолій Радченко, В. Яковенко, А. Шевчук, І. Киреєв;
- Асистенти: Г. Свєчніков (у титрах Г. Свєчников), Дмитро Чурилов, Олександр Ніколаєнко (у титрах О. Николаєнко);
- Монтаж: Юна Срібницька;
- Редактор: Світлана Куценко;
- Директор знімальної групи: М. Гладкова.